# Battle for the Sun
Battle for the Sun es el sexto álbum de la banda de rock alternativo Placebo, publicado el 8 de junio del 2009. Este es el primer disco con Steve Forrest (batería), luego de la salida de Steve Hewitt en el 2007. De este disco sacaron varios sencillos: For What It's Worth, Ashtray Heart, The Never-Ending Why y Bright Lights.

## Lista de canciones
| Standard Edition |                        |          |  |
| N.º              | Título                 | Duración |  |
| 1.               | «Kitty Litter»         | 3:45     |  |
| 2.               | «Ashtray Heart»        | 3:30     |  |
| 3.               | «Battle for the Sun»   | 5:32     |  |
| 4.               | «For What It's Worth»  | 2:47     |  |
| 5.               | «Devil in the Details» | 4:28     |  |
| 6.               | «Bright Lights»        | 3:20     |  |
| 7.               | «Speak in Tongues»     | 4:04     |  |
| 8.               | «The Never-Ending Why» | 3:22     |  |
| 9.               | «Julien»               | 4:42     |  |
| 10.              | «Happy You're Gone»    | 3:49     |  |
| 11.              | «Breathe Underwater»   | 3:45     |  |
| 12.              | «Come Undone»          | 4:32     |  |
| 13.              | «Kings of Medicine»    | 4:09     |  |

En el 2010 la banda lanzó el álbum Battle for the Sun (Redux edition). Dicho álbum cuenta con doble CD, el primero cuenta con las pistas originales del sexto álbum, el segundo disco cuenta con temas anteriores de la banda masterizados y algunos temas nuevos como Trigger Happy Hands el cual fue lanzado como un nuevo sencillo.
Battle for the Sun (Redux editon)
- 01 Trigger Happy Hands
- 02 Monster Truck
- 03 Breathe Underwater (Slow)
- 04 Unisex
- 05 Because I Want You (Redux)
- 06 Blind (Redux)
- 07 Drag (Redux)
- 08 Twenty years (Redux)
- 09 Soulmates (Redux)
- 10 Trigger Happy Hands (Buffalo Daughter remix)